# Agapet z Konstantynopola
Agapet z Konstantynopola (V wiek) – diakon świątyni Hagia Sophia w Konstantynopolu, zwolennik cezaropapizmu i autor dzieła pod tytułem Ektesis, w którym podjął zagadnienie obowiązków politycznych i moralno-religijnych władcy. Dzieło to wzbudzało duże zainteresowanie w czasach renesansu.